# Risiocnemis hamalaineni
Risiocnemis hamalaineni – gatunek ważki z rodziny pióronogowatych (Platycnemididae). Znany tylko z miejsca typowego w Northern Sierra Madre Natural Park w północno-wschodniej części filipińskiej wyspy Luzon.